# Aröd, Tjörns kommun
Aröd är en bebyggelse i Stenkyrka socken i  Tjörns kommun i Bohuslän. Området avgränsades före 2015 till en småort och räknas från 2015 som en del av tätorten Bleket.